# Lindforska skolan
Lindforska skolan var en svensk flickskola i Falun, aktiv mellan 1852 och 1889. 
Skolan grundades i Falun av Maria Lindfors hennes dotter Adelaide Lindfors. Maria Lindfors var skolans föreståndare och skötte dess internat, medan Adelaide Lindfors, som var elev till Gustafva Röhl, skötte skolans pedagogiska angelägenheter och undervisade. Skolan tillhörde eliten av svenska flickskolor och mottog elever från hela Sverige. Den anlitade utbildade (manliga) lärare från gossläroverket i staden, och när Statens Normalskola för flickor grundades som en mönsterflickskola 1863, följdes dess kursplan och läroböcker.         